# أتروباتين
أتروباتين (بالإنجليزية:Atropatene) (والتي كانت تعرف في الأصل باسم «أتروباتكان» و[ اترپتکان ] و«أتورباتكان») كانت مملكة قديمة أنشأها وحكمها أمراء محليون من السلالة الإيرانية أولاً من خلال الملك «داريوش» الفارسي وفيما بعد من خلال الإسكندر المقدوني، وقد بدأت هذه المملكة من القرن الرابع قبل الميلاد وكانت تشمل منطقتي أذربيجان الإيرانية  وكردستان إيران الحاليتين. وكانت عاصمتها جازاكا. كما كانت أتروباتين هي المملكة الأم التي نشأت منها بعد ذلك أذربيجان.

## معلومات تاريخية
بعد وفاة الإسكندر الأكبر في عام 323 قبل الميلاد، تم تقسيم الفتوحات المقدونية بين خلفائه الديادوشي عند تقسيم بابل. وقد تم تقسيم المزربانية الأخمينية القديمة لـ ميديا إلى دولتين: الجزء الأكبر (الجنوبي) - ميديا ماجنا، والتي تم تخصيصها لـ بيثون، وهو أحد الحراس الشخصيين للإسكندر. أما الجزء الشمالي (الأصغر)، والذي كان عبارة عن مزربانية ماتين الفرعية، فقد أصبح ميديا أتروباتين تحت حكم أتروباتيس، وهو الحاكم الأخميني القديم لكل الدولة الميدية، والذي أصبح في ذلك الوقت صهرًا لـ بيرديكاس، الوصي على العرش لخليفة الإسكندر المعيّن.
وبعد فترة قصيرة من ذلك، رفض أتروباتيس مبايعة سلوقس، وقام بإعلان ميديا أتروباتين مملكة مستقلة. وبعد ذلك، تم إسقاط كلمة البادئة ميديا من الاسم، واشتهرت المملكة باسم أتروباتين فقط.
وقد حكمت أسرة أتروباتيس الحاكمة المملكة لعدة قرون، في البداية بشكل مستقل، ثم كتابعين لـ الأشكانيين (الذين أطلقوا عليها اسم «أتوربتاكان»). ثم تم ضمها في النهاية إلى الإمبراطورية البارثية، الذين فقدوها بعد ذلك لصالح الساسانيين، الذين أطلقوا عليها اسم «أتوربتاكان» مرة أخرى. وفي وقت ما بين العام 639 والعام 643، سيطر العرب تحت حكم الخلفاء الراشدين على المنطقة أثناء فترة حكم الخليفة الراشد عمر رضي الله عنه. وقد مثلت أتروباتين مقاطعة منفصلة في فترة الخلافة الإسلامية المبكرة، وقد تم النظر إليها على أنها ذات أهمية إستراتيجية كبيرة. وخلال فترة الحكم العربي أصبحت أتورباتاكان بـ وسط إيران تنطق أدربيجان وأدربايجان وأذربيجان.

## قائمة الحكام
1. أرتابازانيس (Artabazanes)، (عاش 221 قبل الميلاد)، وحكم في فترة 221 أو 220 قبل الميلاد، حيث كان معاصرًا لـ أنطيوخس الثالث الأكبر.
2. ميثريداتس الأول (ولد عام 100 قبل الميلاد وتوفي تقريبًا عام 66 قبل الميلاد)، حيث حكم من 67 قبل الميلاد حتى 66 قبل الميلاد تقريبًا، وكان صهرًا لـ ديكران الكبير.
3. أرستوفان الأول، (ولد عام 85 قبل الميلاد وتوفي عام 56 قبل الميلاد)، وحكم من عام 65 قبل الميلاد وحتى عام 56 قبل الميلاد.
4. داريوش، (ولد عام 85 قبل الميلاد وتوفي تقريبًا عام 65 قبل الميلاد)، وحكم حوالي عام 56 قبل الميلاد.
5. أرتافاسيديس الأول، (ولد عام 65 قبل الميلاد وتوفي عام 20 قبل الميلاد)، وحكم من عام 56 قبل الميلاد وحتى عام 31 قبل الميلاد، وهو صهر أنطيوخس الأول ثيوس من كوماجين.
6. أرستوفان الثاني، (ولد عام 40 قبل الميلاد وتوفي عام 2 ميلاديًا)، وقد حكم من عام 28 قبل الميلاد وحتى عام 8 قبل الميلاد، ويعرف أيضًا باسم أريوبارزان، وهو ملك أرمينيا من عام 2 قبل الميلاد أو عام 1 قبل الميلاد إلى عام 2 ميلادية.
7. أرتافاسيديس الثاني، (ولد عام 20 قبل الميلاد وتوفي عام 4 ميلادية)، عرف باسم أرتافاسيديس الثالث، وهو ملك أرمينيا من 2 ميلادية إلى 4 ميلادية.